# Kurt Grote
Kurt David Grote (3 augustus 1973) is een Amerikaans zwemmer.

## Biografie
Grote won tijdens de Olympische Zomerspelen van 1996 in eigen land de gouden medaille op de 4x100m wisselslag. Grote zwom alleen in de series.
Individueel behaalde Grote zijn grootste succes tijdens het Wereldkampioenschappen zwemmen 1998 met winnen van de titel op de 200m schoolslag.

## Internationale toernooien
| Jaar | Olympische Spelen                                                                         | WK langebaan                                          | Pan Pacs                                                    | WK kortebaan                                            |
| ---- | ----------------------------------------------------------------------------------------- | ----------------------------------------------------- | ----------------------------------------------------------- | ------------------------------------------------------- |
| 1995 |                                                                                           |                                                       | 100m schoolslag · 4e 200m schoolslag                        |                                                         |
| 1996 | 6e 100m schoolslag · 11e 200m schoolslag · 4x100m wisselslag · Grote zwom enkel de series |                                                       |                                                             |                                                         |
| 1997 |                                                                                           |                                                       | 100m schoolslag · 200m schoolslag · 4x100m wisselslag       |                                                         |
| 1998 |                                                                                           | 100m schoolslag · 200m schoolslag · 4x100m wisselslag |                                                             |                                                         |
| 1999 |                                                                                           |                                                       | 6e 100m schoolslag · 5e 200m schoolslag · 4x100m wisselslag | 5e 50m schoolslag 8e 100m schoolslag 5e 200m schoolslag |